# Marokanski dirham
Marokanski dirham (ISO 4217: MAD) je valuta Maroka i Zapadne Sahare. Dijeli se na 100 centima.
Predstavljen je 1960. godine. Zamijenio je dotadašnji franak, koji je usporedno s dirhamom korišten kao službena valuta do 1974. godine. Banka Maroka izdaje kovanice od 1, 5, 10 i 20 santima, 1/2, 1, 2, 5 i 10 dirhama, te novčanice od 10, 20, 50, 100 i 200 dirhama.

## Novčanice
Prve novčanice imena dirham su tiskane preko ranijih novčanica franka, u denominaciji od 50 dirhama (za novčanice od 5.000 franaka), i 100 dirhama (za novčanice od 10.000 franaka). Godine 1965. nove novčanice su bile izdane za denominacije od 5, 10 i 50 dirhama. Novčanica od 100 dirhama je predstavljena 1970. godine, slijedila ju je novčanica od 100 dirhama iz 1991. godine i novčanica od 20 dirhama iz 1996. godine. Novčanica od 5 dirhama je zamijenjena kovanicom 1980. godine, a isto se dogodilo i s novčanicom od 10 dirhama 1995. godine.

### Serija 1987. i 1991.
| Nominalna vrijednost | Prednja strana                                          | Stražnja strana                                                 | Vodeni žig | Dimenzije   | Datum izdavanja                      |
| -------------------- | ------------------------------------------------------- | --------------------------------------------------------------- | ---------- | ----------- | ------------------------------------ |
| 10 dirhama           | Boja: žuta (1987.) / ljubičasta (1991) Motiv: Hasan II. | Boja: žuta (1987.) / ljubičasta (1991) Motiv: Marokanska lutnja | Hasan II.  | 143 × 70 mm | 1987. prva serija 1991. druga serija |
| 50 dirhama           | Boja: zelena Motiv: Hasan II.                           | Boja: zelena Motiv: -                                           | Hasan II.  | 148 × 70 mm | 1987. prva serija 1991. druga serija |
| 100 dirhama          | Boja: smeđa Motiv: Hasan II.                            | Boja: smeđa Motiv: -                                            | Hasan II.  | 153 × 75 mm | 1987. prva serija 1991. druga serija |
| 200 dirhama          | Boja: plava Motiv: Hasan II.                            | Boja: plava Motiv: -                                            | Hasan II.  | 158 × 75 mm | 1987. prva serija 1991. druga serija |

### Serija 1996.
| Nominalna vrijednost | Prednja strana               | Stražnja strana    | Vodeni žig | Veličina    | Datum izdavanja |
| -------------------- | ---------------------------- | ------------------ | ---------- | ----------- | --------------- |
| 20 dirhama           | Boja: smeđa Motiv: Hasan II. | Boja: smeđa Motiv: | Hasan II.  | 130 × 68 mm | 1996.           |

### Serija 2002.
| Nominalna vrijednost | Prednja strana                      | Stražnja strana         | Vodeni žig            | Veličina    | Datum izdavanja |
| -------------------- | ----------------------------------- | ----------------------- | --------------------- | ----------- | --------------- |
| 20 dirhama           | Boja: ljubičasta Motiv: Muhamed VI. | Boja: ljubičasta Motiv: | Muhamed VI. i broj 20 | 140 × 70 mm | 2002.           |

## Kovanice
Srebrena kovanica denominacije jednog dirhama je predstavljena 1960. godine. Potom su, 1965. godine, uslijedili nikleni novčić denominacije 1 dirhama i srebrni novčić denominacije 5 dirhama. Godine 1974, uz predstavljanje santima, predstavljeni su i novi novčići denominacija 1, 5, 10, 20 i 50 santima, te jednog dirhama. Kovanica od 1 santima je bila izrađevana od aluminija, kovanice od 5 i 20 santima od mjedi, a kovanice od 50 santima i 1 dirhama od legure bakra i nikla. Novčići od legure bakra i nikla denominacije 5 dirhama su predstavljeni 1980. godine, a od 1987. godine počele su se izrađivati i kao bimetalni novčići.
Novčić od 1 santima se proizvodio do 1987. godine, kada je predstavljen novi dizajn kojim je kovanica od ½ dirhama zamijenila 50 santima, bez promjene veličine ili sastava novčića. Novi novčić od 5 dirhama je bio bimetalni, kao i novčić od 10 dirhama (predstavljen 1995. godine). Novčići od legure bakra i nikla denominacije 2 dirhama su predstavljeni 2002. godine.

## Vanjske poveznice
- Bank Al-Maghrib (Banka Maroka)